# Katastrophenbucht
La Katastrophenbucht (″bahía de desastres″) es una bahía en el lago Zug en la ciudad de Zug. Su nombre deriva de una catástrofe en una parte de la costa llamada Vorstadt, en la que la orilla del lago se rompió el 5 de julio de 1887 e inundó edificios residenciales.

## Descripción de la bahía
La Katastrophenbucht tiene unos 150 metros de largo y se extiende unos 70 metros hacia la costa. Comprende una avenida y un muro que se extiende sobre la costa. Cubre el área del puente Vorstadtbrücke, que está flanqueado al oeste del embarcadero Zug Bahnhofsteg de la compañía Zugersee Schifffahrt, y al este de la Rigiecke. Es parte del bulevar Vorstadt.
En 1998, Maria Bettina Cogliatti diseñó el frente de la bahía de 112 metros de largo con Trompe-l'œil, una pintura de campo de color: tres campos de colores cálidos y dos fríos (o viceversa) se enfrentan entre sí. Veintiún tonos han sido contrastados de tal manera que los colores del cálido amarillo-naranja en el lado del Vorstadtquai cambian hacía violeta, verde y rojo, y se convierten finalmente en dirección del Alpenquai hacía un azul frío. Cogliatti arregló las superficies coloreadas para crear interrupciones ilusionistas, nichos y ventanas en la pared del muro, creando una vida imaginaria y un espacio vital, una ″ciudad colorida″.
Detrás de la bahía se encuentra el Rigiplatz, cuya concepción artística de Anton Egloff (1995) también recuerda a la catástrofe de 1887.

## Historia

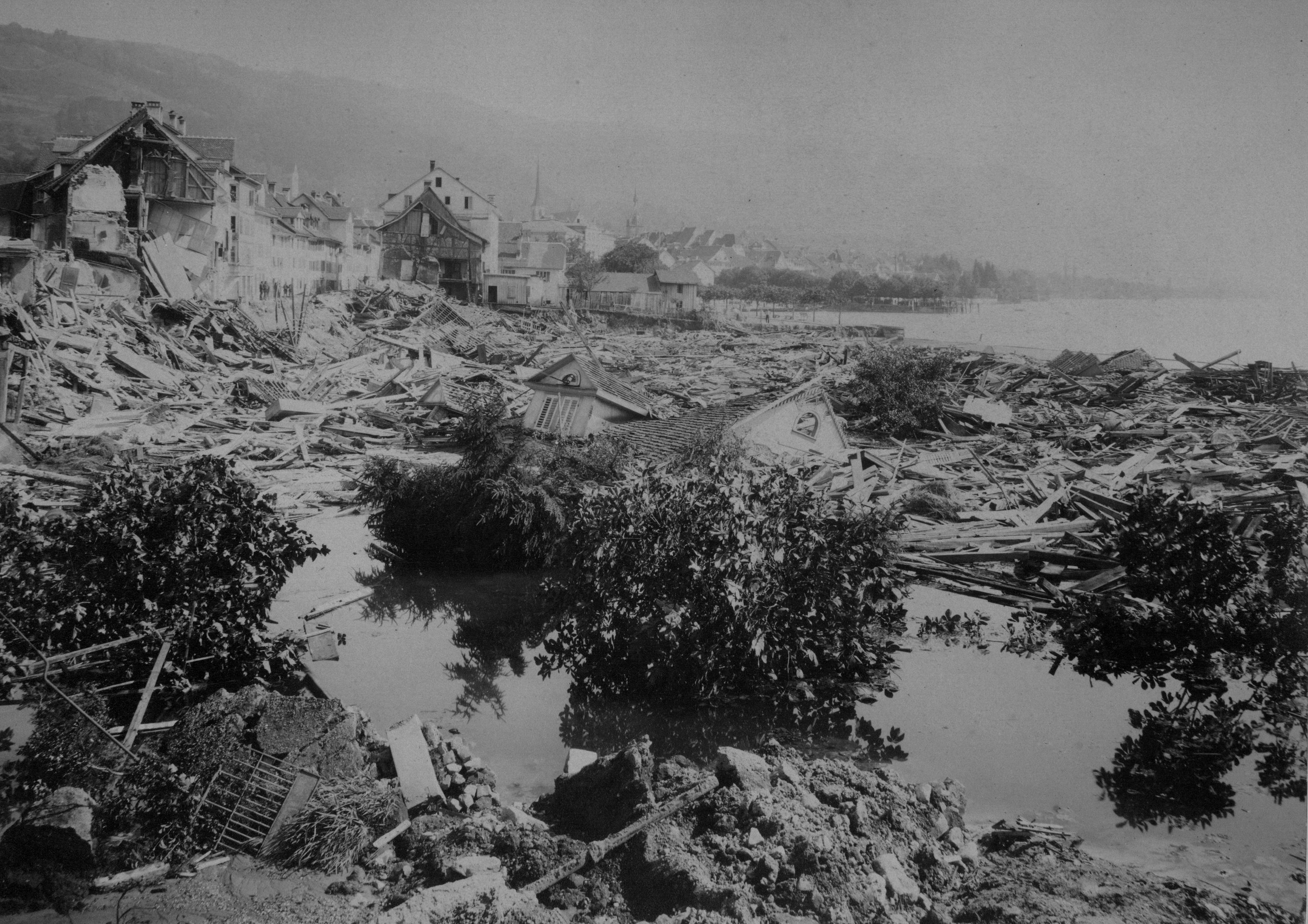
El desastre de 1887: techos de casas hundidas

La Vorstadt (un antiguo suburbio de Zug) fue construida en tiza marina geotécnicamente inestable. La Schweizerische Ostwestbahn (OWB, compañía “ferrocarril suizo este–oeste”) quería realizar un proyecto a partir de la década de 1860. El contrato del proyecto fue otorgado al ingeniero Franz Karl Stadlin, Karl Pestalozzi preparó un primer informe para este proyecto, y los proyectos de construcción de la Quaianlage fueron discutidos políticamente durante décadas. En la década de 1880, comenzaron las obras. Las grietas en la costa llevaron al ayuntamiento a instruir a los ingenieros Albert Heim y Robert Moser con un análisis técnico, que se completó en julio de 1884; su informe criticaba fuertemente el proyecto. Debido a la influencia del ministro municipal de construcción, Clemens Henggeler, el informe crítico de Heim y Moser apenas se discutió en el consejo de la ciudad, y el trabajo continuó.

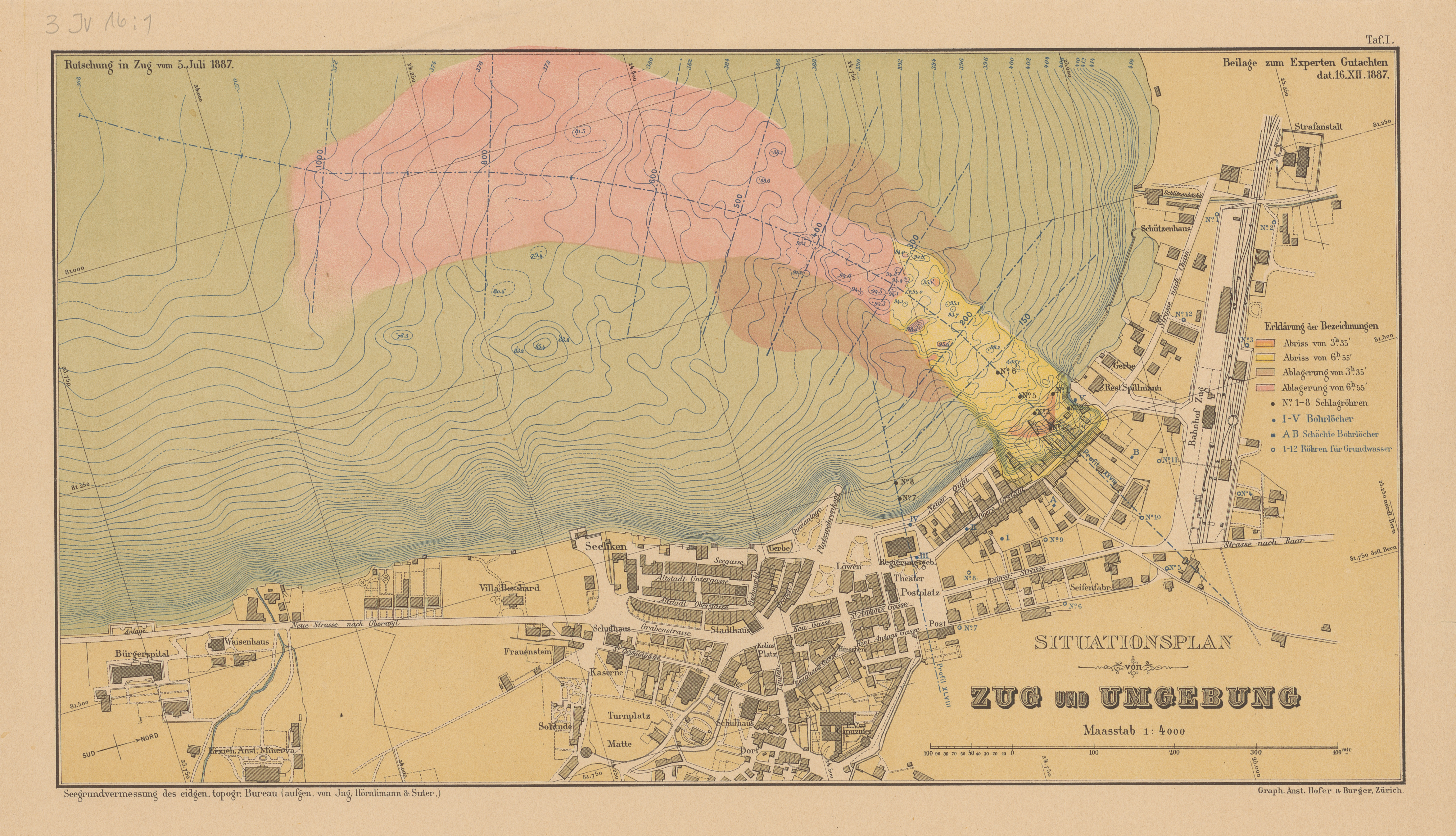
Mapa de la Katastrophenbucht después del desastre de 1887

El día de la catástrofe, el 5 de julio de 1887, el subsuelo perdió su fuerza en el sitio del Quai. Por la tarde, varios edificios se derrumbaron en la orilla, varias personas murieron. Una segunda inundación siguió por la tarde: poco antes de las siete, las paredes del suburbio de Zug Vorstadt vacilaron, los habitantes huyeron aterrorizados cuando las casas se derrumbaron y se hundieron en el lago. En total, once personas murieron, unas 650 personas quedaron sin hogar y 35 edificios fueron destruidos. Se abrió una bahía de unos 150 metros de largo, que alcanzó unos 70 metros en la tierra. En la bahía se veían los techos de las casas hundidas, los artículos para el hogar, las vigas y los muebles nadaban en el lago. El avance provocó una gran ola, que arrastró un barco de vapor en tierra.
Después de unos días, comenzó el turismo de desastres; Los espectadores, que llegaron desde muy lejos, fueron conducidos en barcos a la zona de demolición por 40 céntimos.
En la zona norte de la zona del desastre, una piedra conmemorativa con un poema de Isabelle Kaiser recuerda desde 1887 el desastre. Después del desastre, Robert Moser realizó el Rigiplatz en 1891. Además, las casas de los alrededores fueron demolidas en el "Neue Quai" y la Rössliwiese fue creada por razones de seguridad.
En los archivos cantonales del cantón de Zug se encuentran numerosos documentos sobre la Katastrophenbucht.